# العدارقي (صبر الموادم)

تعديل مصدري - تعديل

العدارقي  هي إحدى قرى مديرية صبر الموادم بمحافظة تعز اليمنية، بلغ تعداد سكانها 890 نسمة حسب التعداد السكاني في اليمن في 2004.